# Auto Club Speedway

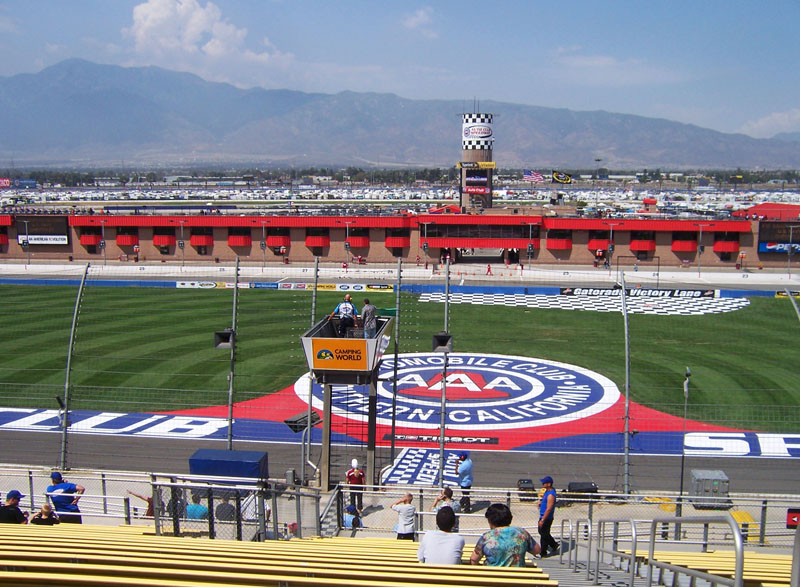
Start och mållinjen.

Auto Club Speedway, tidigare California Speedway, var en amerikansk superoval belägen utanför Fontana i Kalifornien i USA som ägdes och förvaltas av International Speedway Corporation 1999–2019 och Nascar 2019–2023. Banan stängde i februari 2023 och började rivas i oktober samma år. På samma plats har Nascar planerat att bygga en 0,5 mile kortoval.

## Historia
Banan öppnades i mitten av 1990-talet som Kaliforniens första superoval. Banan byggdes med Michigan International Speedway som inspiration, med relativt högbankade kurvor, och långa sträckor rakt fram, vilket gjorde att banan blev 2 mile lång. Serien lockade både CART och Nascar till banan, och snittfarten för Gil de Ferrans varv för pole position 2000 var 388 km/h, vilket står sig som det snabbaste varvet på en racerbanan någonsin. Från och med 2003 flyttades formelbilsracet över till IRL:s IndyCar Series, där den befann sig i tre år, innan formelbilsracing försvann ifrån California Speedway. NASCAR arrangerar säsongens andra lopp på banan, och även ett höstrace, som från och med 2009 ingår i mästerskapsserien The Chase.

### Greg Moore
Den 1 november 1999 i det årets Marlboro 500 dödskraschade den kanadensiske CART-föraren Greg Moore mot banans innermur, 24 år gammal. Det väckte debatt om huruvida superovaler var lämpade för formelbilar, och i efterhand har det lett till att många ovaler numera har asfalt istället för gräs på insidan av banan. Moore var en av seriens mest populära förare, och hans död väckte stor bestörtning.

## Sprint Cup Series segrare
| År   | Vinnare         |
| ---- | --------------- |
| 1997 | Jeff Gordon     |
| 1998 | Mark Martin     |
| 1999 | Jeff Gordon     |
| 2000 | Jeremy Mayfield |
| 2001 | Rusty Wallace   |
| 2002 | Jimmie Johnson  |
| 2003 | Kurt Busch      |
| 2004 | Jeff Gordon     |
| 2005 | Greg Biffle     |
| 2006 | Matt Kenseth    |
| 2007 | Matt Kenseth    |
| 2008 | Carl Edwards    |
| 2009 | Matt Kenseth    |
| 2010 | Jimmie Johnson  |